# Glossadelphus singalangensis
Glossadelphus singalangensis là một loài Rêu trong họ Hypnaceae. Loài này được Baumgartner & J. Froehl. mô tả khoa học đầu tiên năm 1953.